# Aeropuerto Internacional de Ixtapa-Zihuatanejo
El Aeropuerto Internacional de Ixtapa-Zihuatanejo (Código IATA: ZIH - Código OACI: MMZH - Código DGAC: ZIH), es un aeropuerto internacional en el estado de Guerrero en la costa del Océano Pacífico en México. Maneja el tráfico aéreo nacional e internacional de las ciudades de Ixtapa y Zihuatanejo. En el año 2024 recibió 674,497 pasajeros convirtiéndolo en el aeropuerto número 33 con más movimiento de pasajeros en México.

## Información
El aeropuerto de Ixtapa es actualmente el aeropuerto con más tráfico de pasajeros del estado de Guerrero, para 2020, Ixtapa-Zihuatanejo recibió a 317,395 pasajeros, mientras que para 2024 superó ese número en gran medida al recibir a 674,497 pasajeros, según datos publicados por el Grupo Aeroportuario Centro Norte. Además de recibir 94,884 turistas internacionales convirtiéndolo en el aeropuerto 15.
Para atender con calidad a sus pasajeros, las instalaciones del aeropuerto han sido recientemente modernizadas. Estas obras llevaron a una importante ampliación de sus áreas de equipaje, y salas de última espera, así como de las áreas comerciales, en las que se ofrece una gran variedad de productos y servicios.

## Aerolíneas y destinos

### Pasajeros

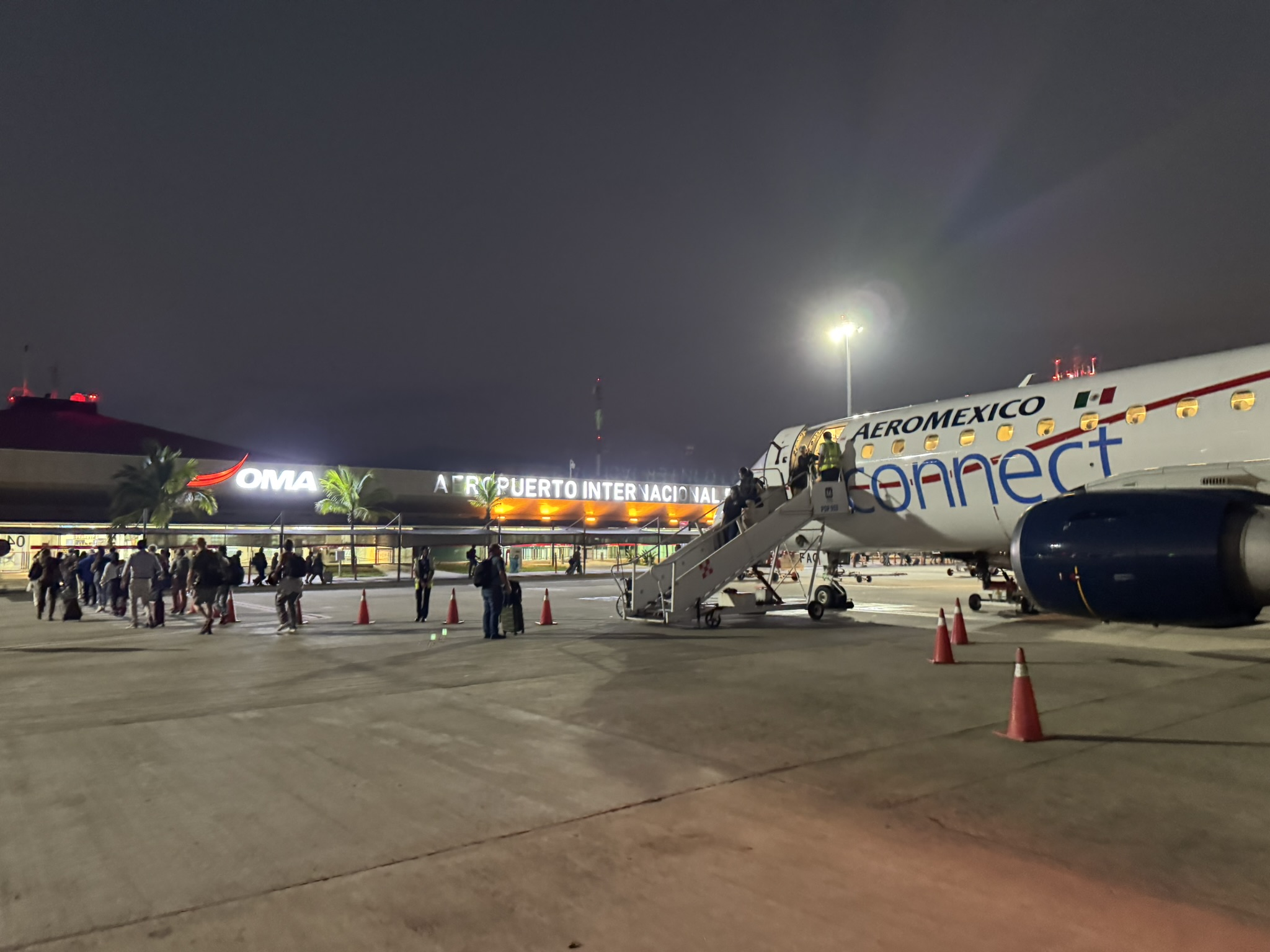
Lado Aire del Aeropuerto.

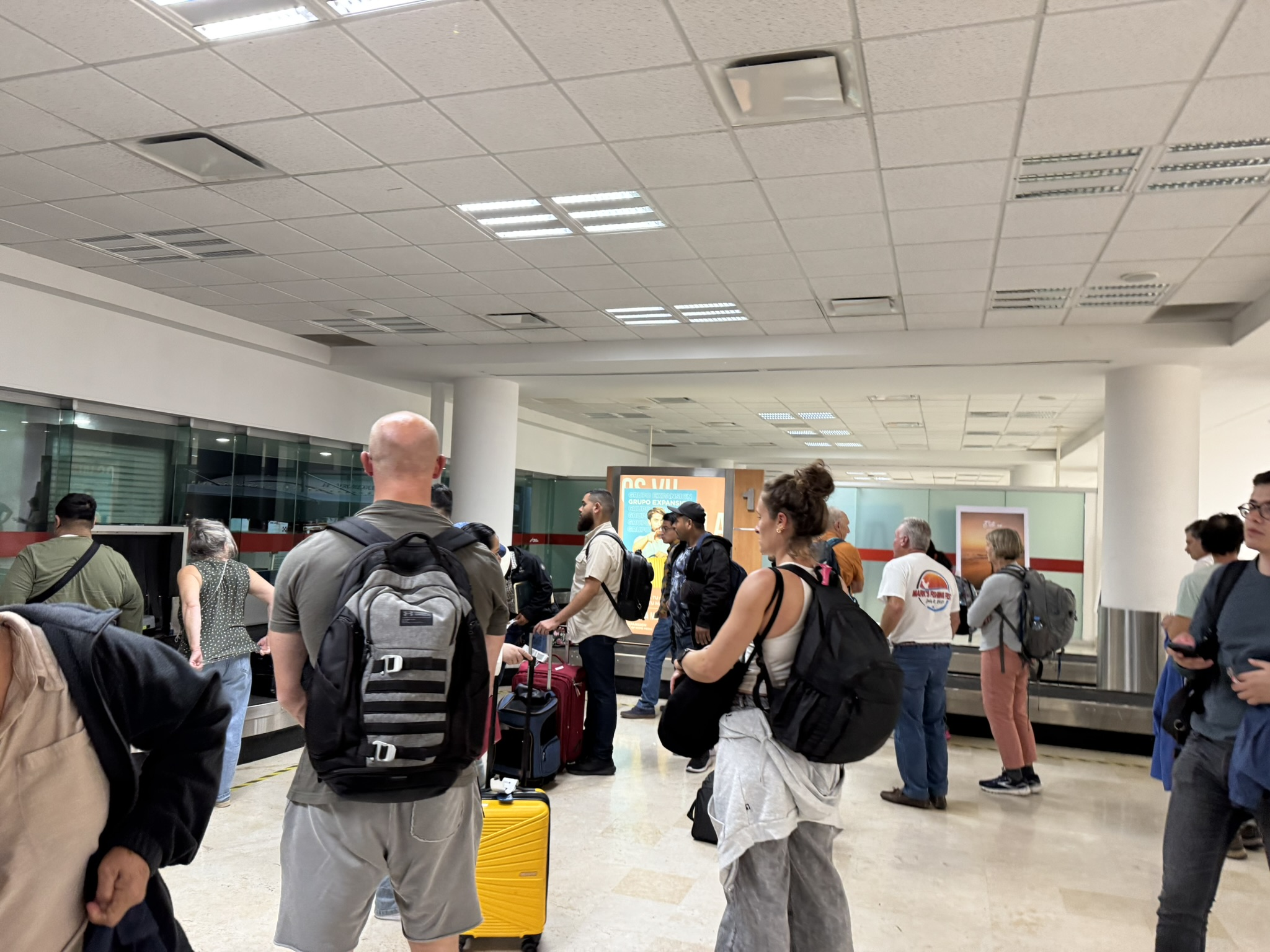
Banda de reclamo de equipaje.

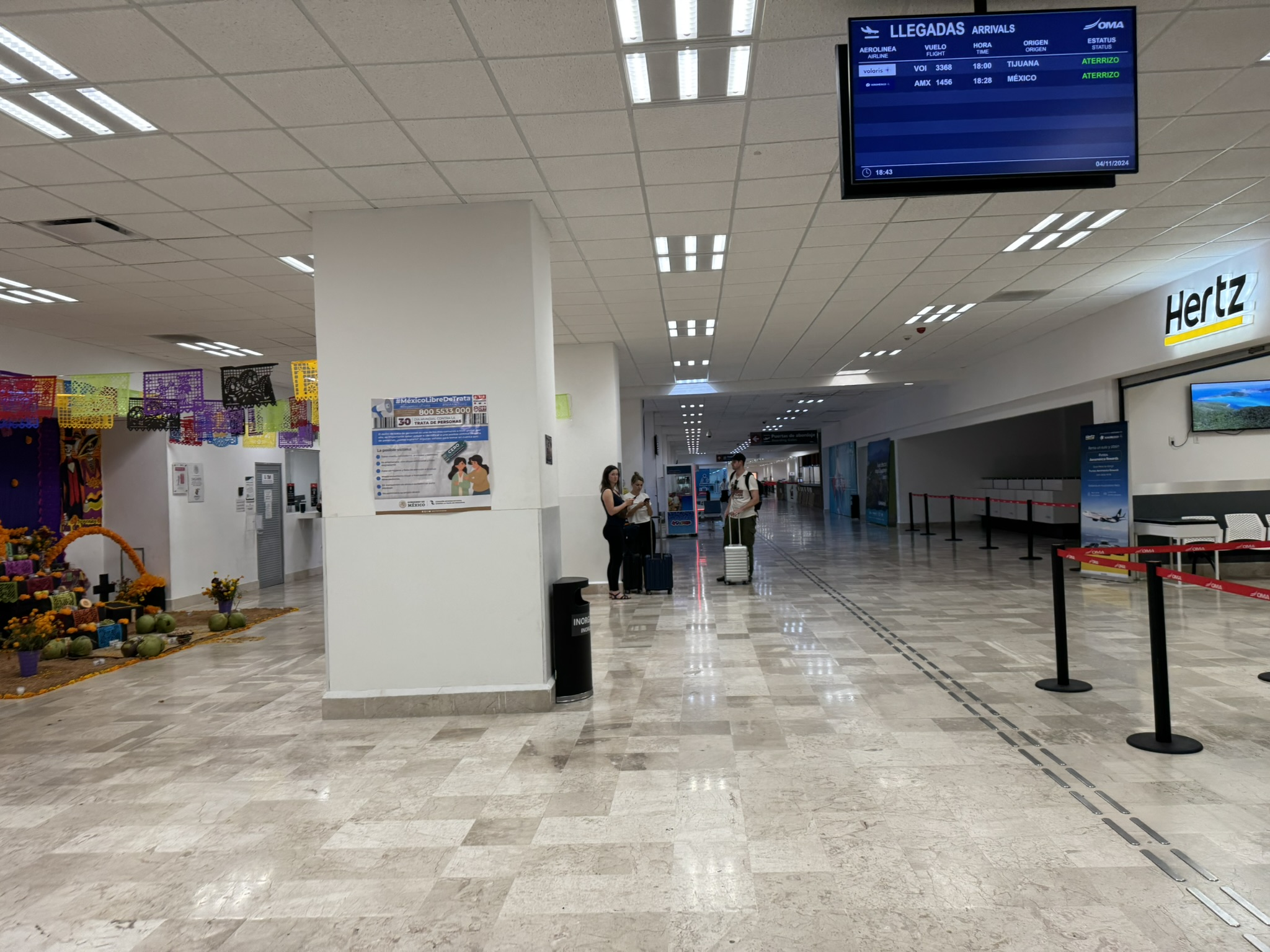
Pasillo principal del Aeropuerto.

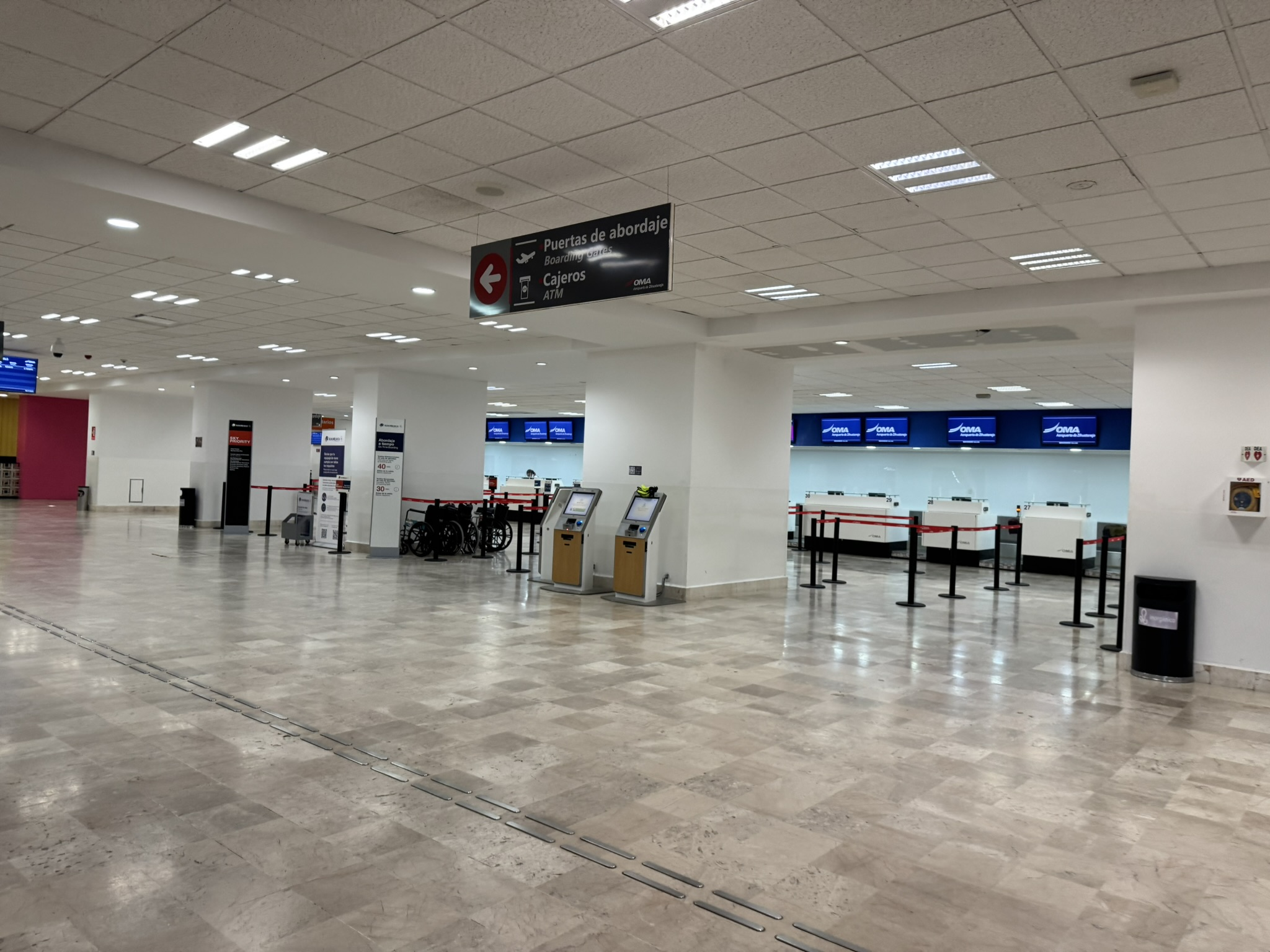
Mostradores de documentación.

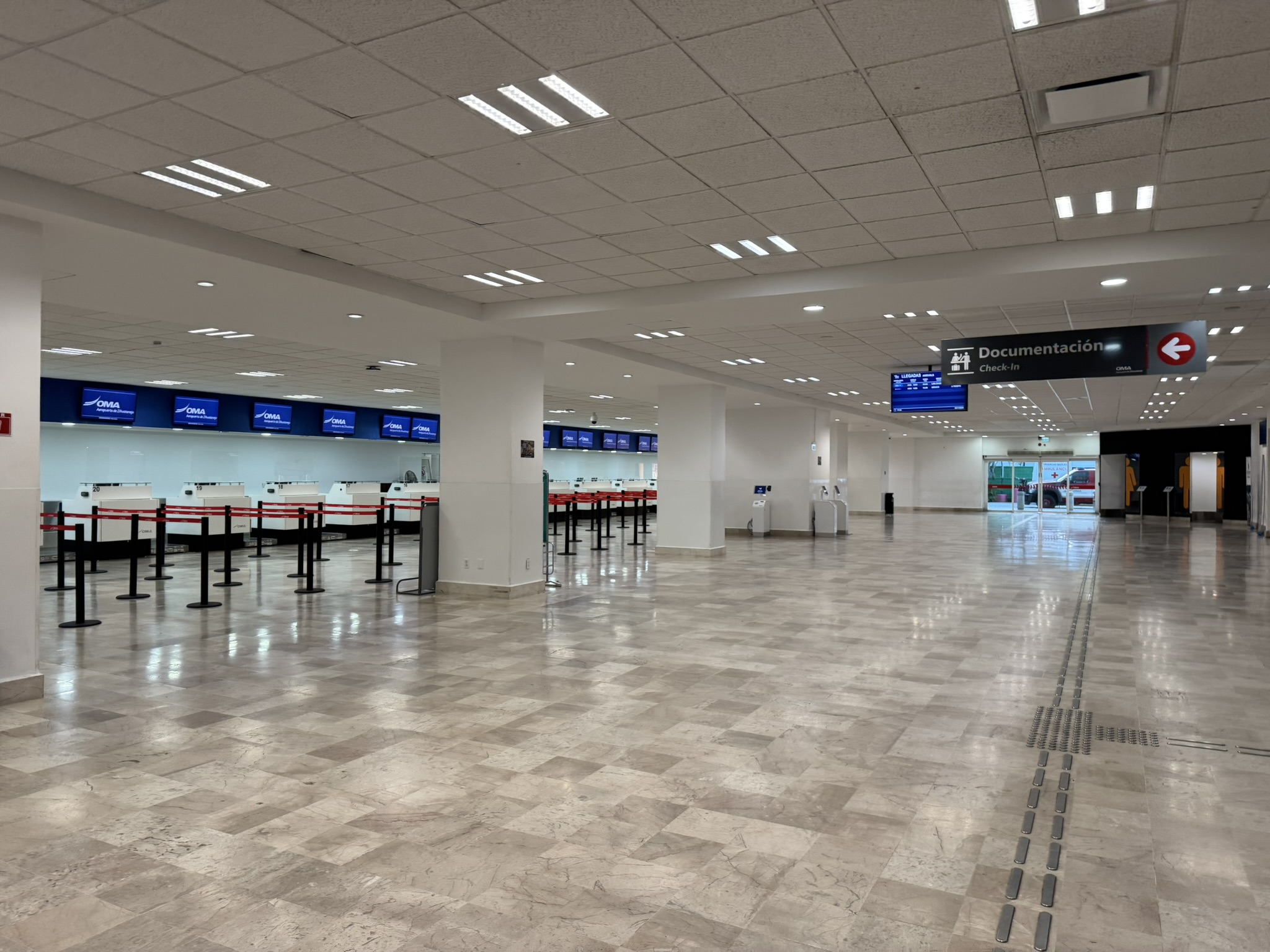
Mostradores de documentación.

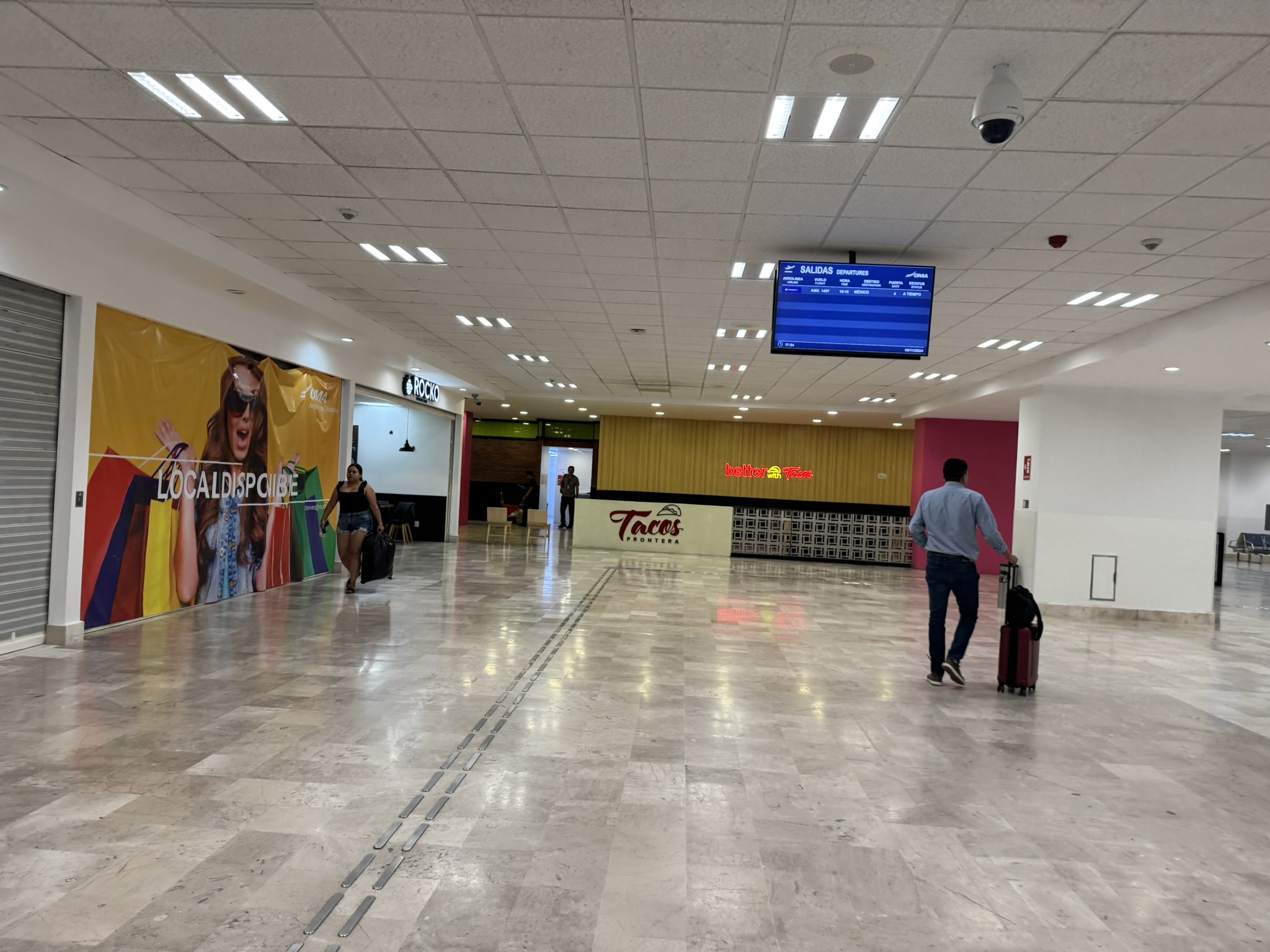
Pasillo principal del Aeropuerto.

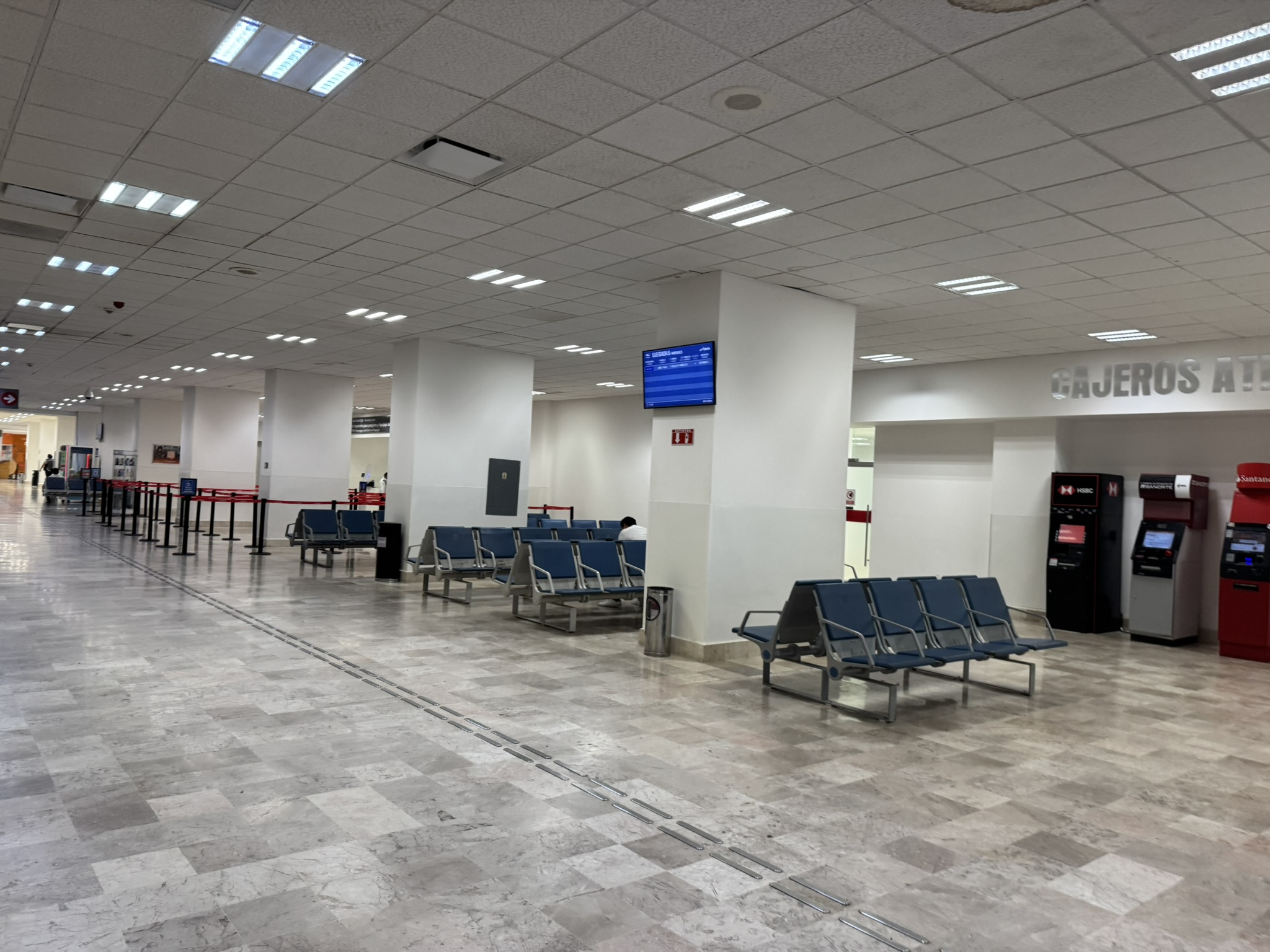
Pasillo principal del Aeropuerto.

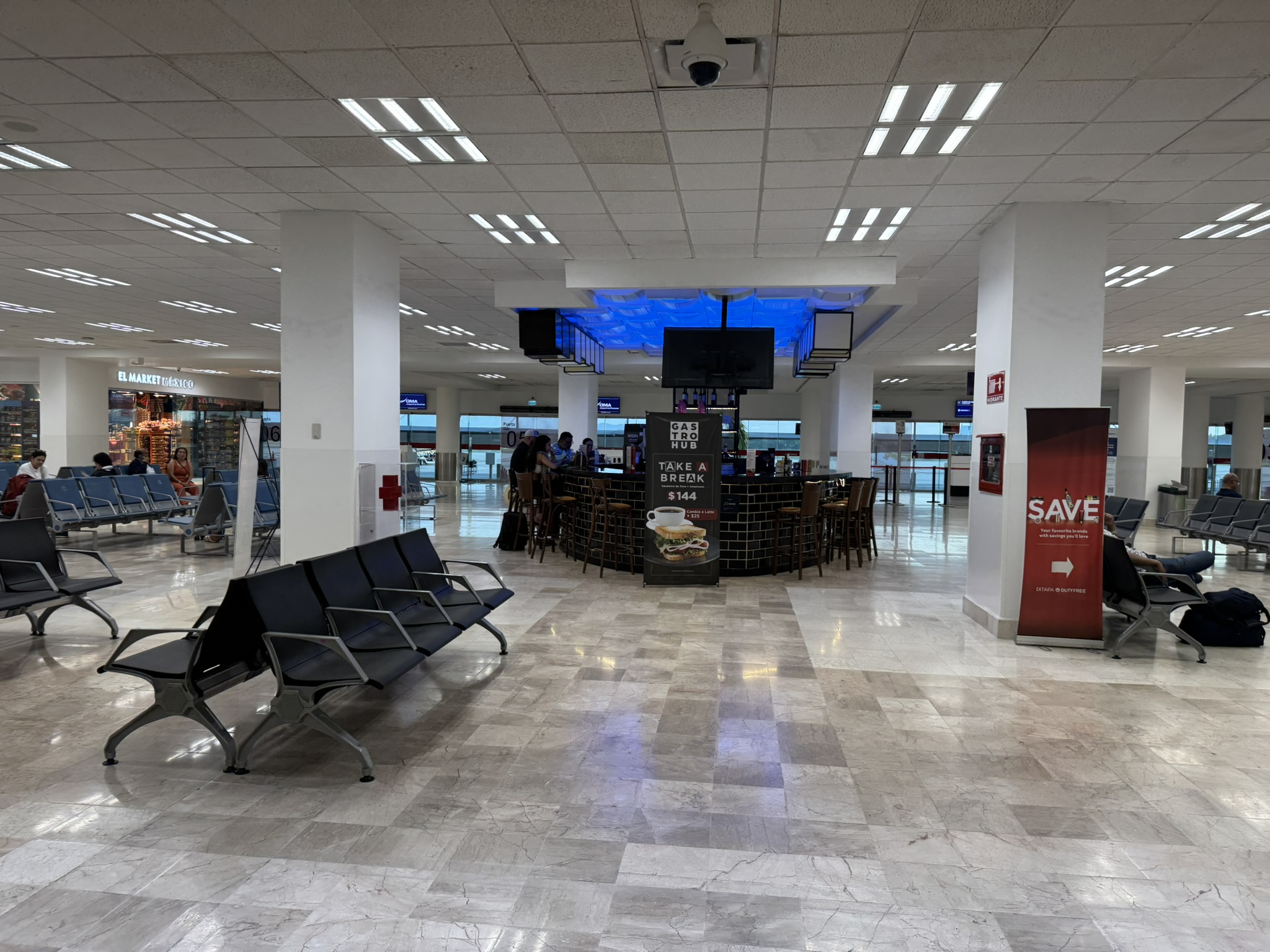
Sala de última espera.

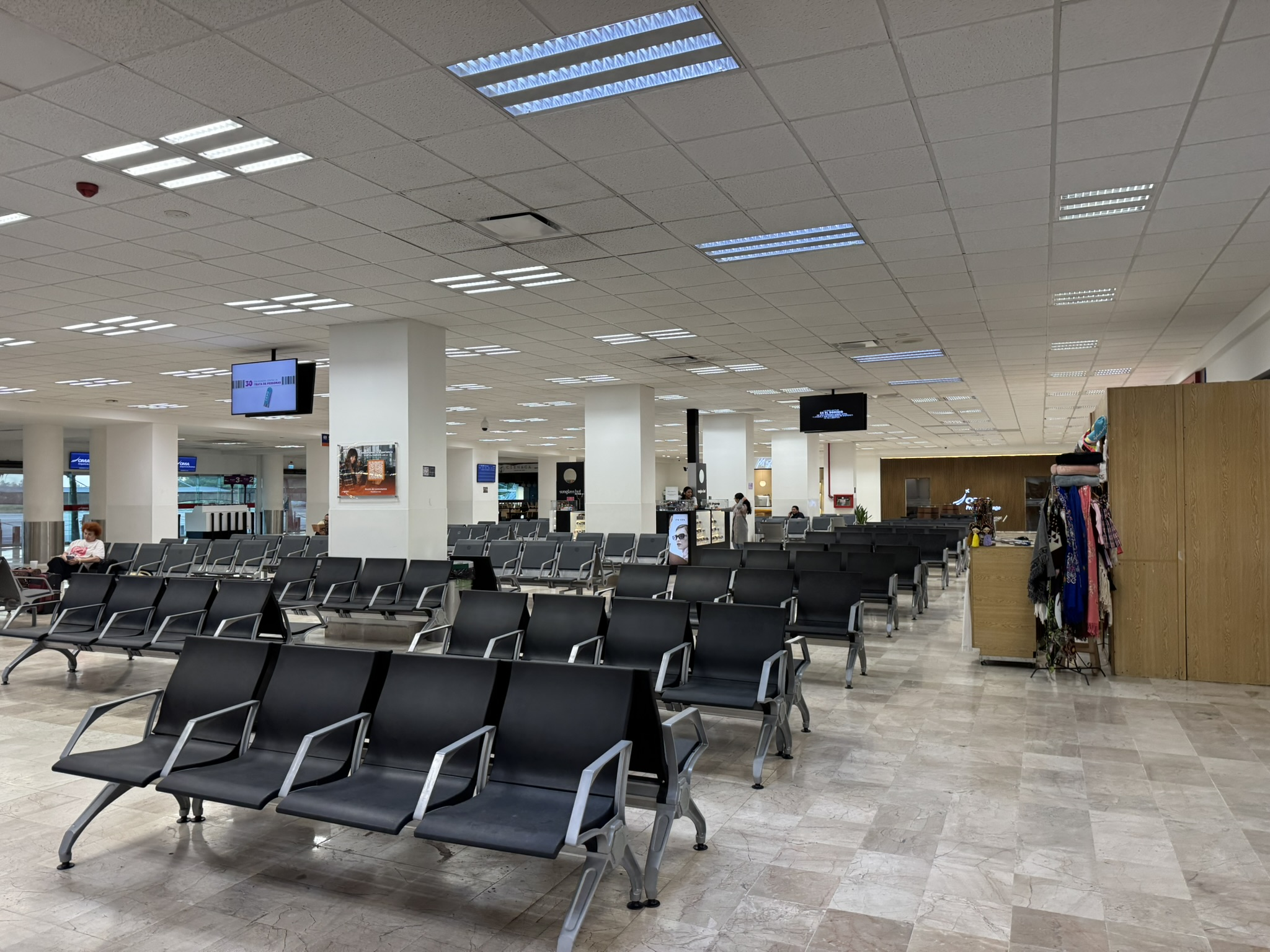
Sala de última espera.

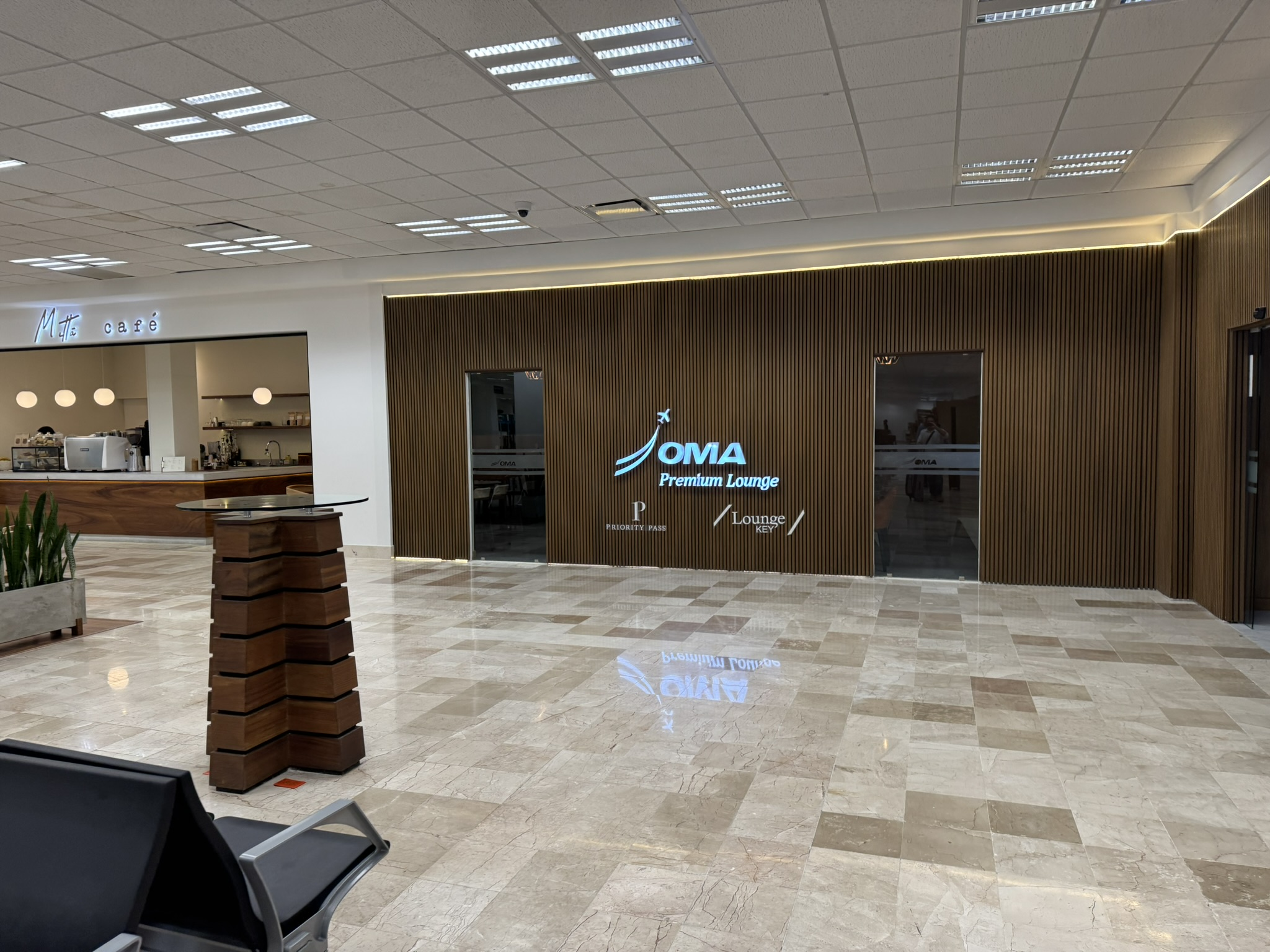
Salón VIP OMA Premium Lounge.

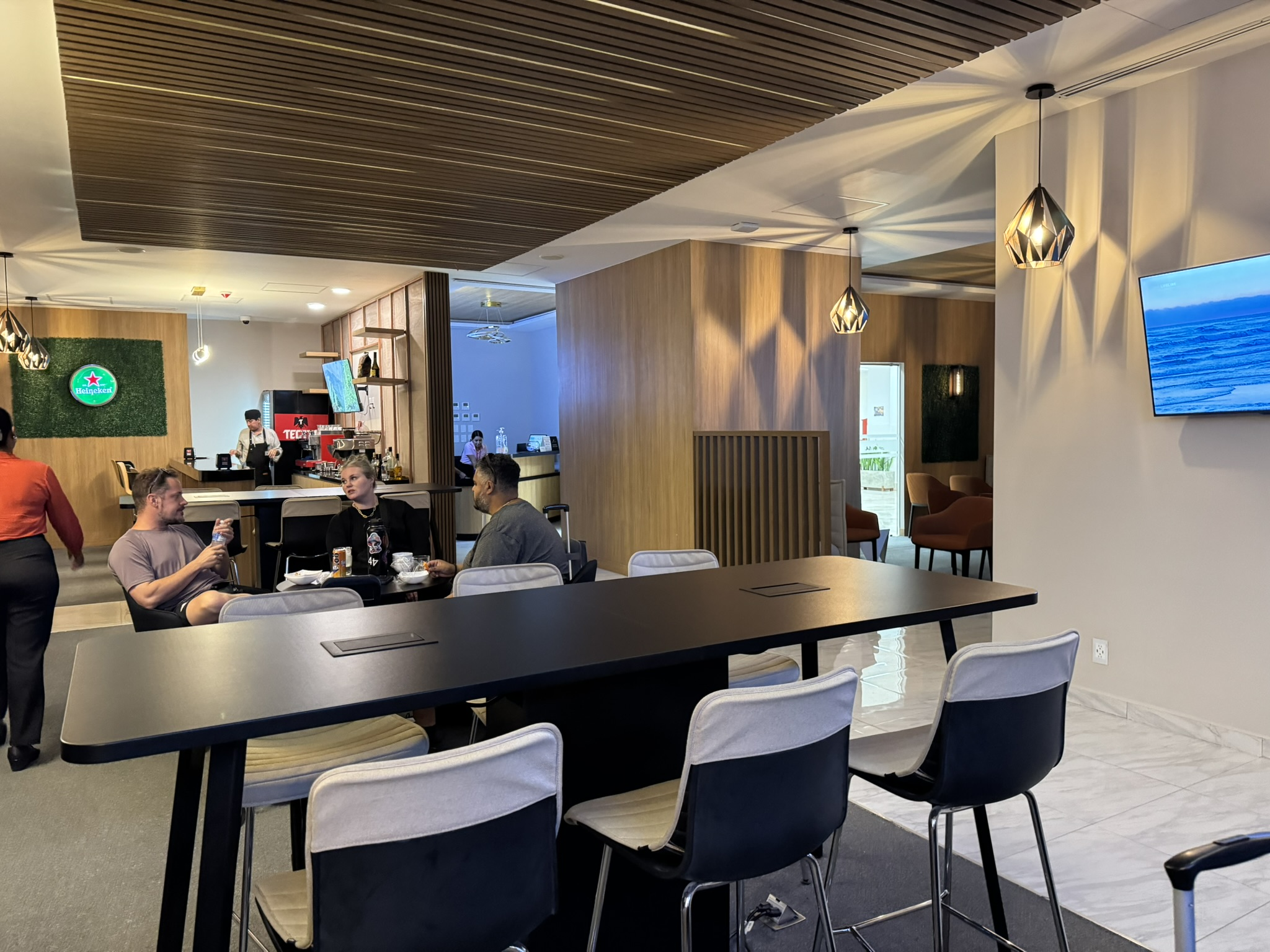
Salón VIP OMA Premium Lounge.

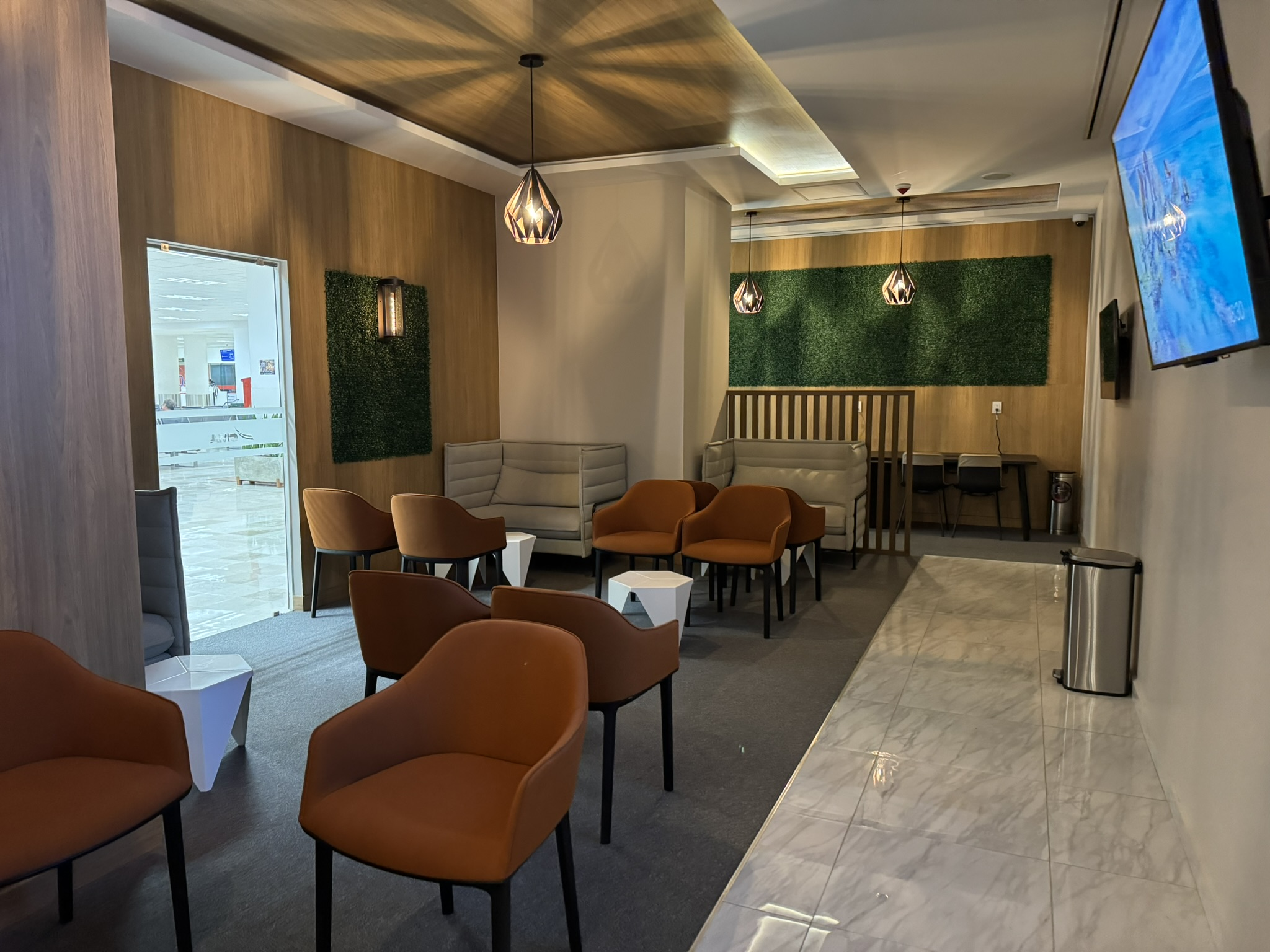
Salón VIP OMA Premium Lounge.

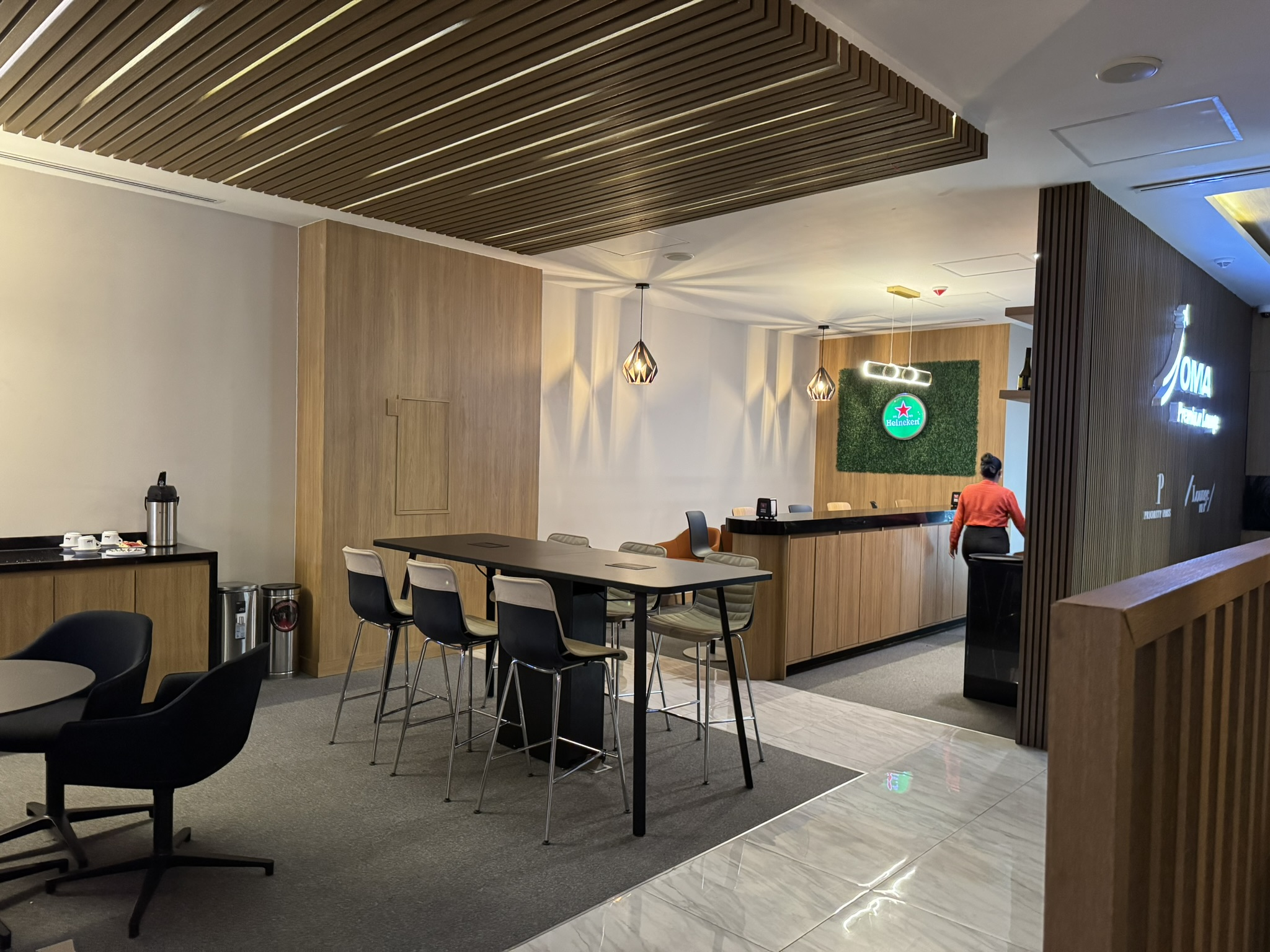
Salón VIP OMA Premium Lounge.

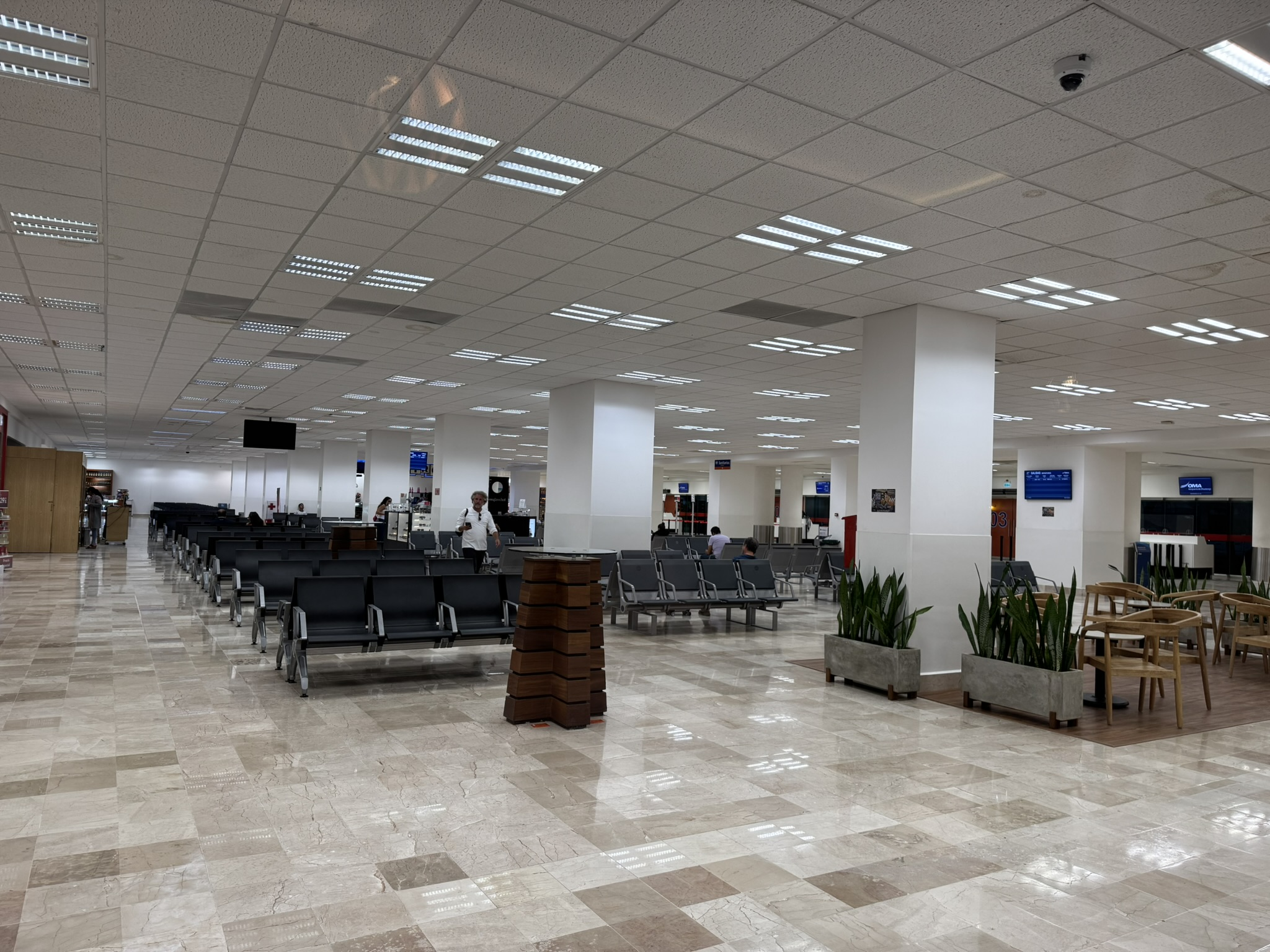
Sala de última espera.

| Destinos por aerolínea                                                                                 | Destinos por aerolínea                                   | Destinos por aerolínea | Destinos por aerolínea |
| Aerolínea                                                                                              | Destinos                                                 |                        |                        |
| --- | -------------------------------------------------------- | ---------------------- | ---------------------- |
| Aeroméxico Connect                                                                                     | Ciudad de México                                         |                        |                        |
| Air Canada                                                                                             | Estacional: Montreal-Trudeau, Toronto-Pearson, Vancouver |                        |                        |
| Alaska Airlines                                                                                        | Los Ángeles Estacional: San Francisco                    |                        |                        |
| American Airlines                                                                                      | Estacional: Phoenix–Sky Harbor                           |                        |                        |
| American Eagle                                                                                         | Dallas/Fort Worth, Phoenix–Sky Harbor                    |                        |                        |
| Magnicharters                                                                                          | Ciudad de México Estacional: Monterrey                   |                        |                        |
| Mexicana de Aviación                                                                                   | Ciudad de México–AIFA                                    |                        |                        |
| Sun Country Airlines                                                                                   | Estacional: Mineápolis/St. Paul                          |                        |                        |
| United Airlines                                                                                        | Estacional: Chicago-O'Hare                               |                        |                        |
| United Express                                                                                         | Houston-Intercontinental                                 |                        |                        |
| Viva                                                                                                   | Ciudad de México–AIFA Estacional: Monterrey              |                        |                        |
| Volaris                                                                                                | Ciudad de México, Morelia, Querétaro, Tijuana            |                        |                        |
| WestJet                                                                                                | Estacional: Calgary, Vancouver                           |                        |                        |
| Total: 17 destinos (6 nacionales, 11 internacionales), 13 aerolíneas (5 nacionales, 8 internacionales) |                                                          |                        |                        |

### Destinos nacionales
Se brinda servicio a 6 ciudades dentro del país a cargo de 4 aerolíneas. El destino de Aeroméxico es operado por Aeroméxico Connect.
| Ciudad de México (MEX) | • |   | • | • |   |   | 4 |
| Ciudad de México (NLU) |   | • |   |   | • |   | 2 |
| Monterrey (MTY)        |   | • | • |   |   |   | 2 |
| Morelia (MLM)          | • |   |   |   |   |   | 1 |
| Querétaro (QRO)        | • |   |   |   |   |   | 1 |
| Tijuana (TIJ)          | • |   |   |   |   |   | 1 |
| Total                  | 4 | 2 | 2 | 1 |   | 0 | 6 |

### Destinos internacionales
Se brinda servicio a 11 ciudades extranjeras (7 estacionales) a cargo de 8 aerolíneas.
| Ciudades                                                    | Nombre del aeropuerto                             | Aerolíneas                                      |              |
| Norteamérica                                                | Norteamérica                                      | Norteamérica                                    | Norteamérica |
| ----------------------------------------------------------- | ------------------------------------------------- | ----------------------------------------------- | ------------ |
| Canadá (4 destinos [estacionales], 3 aerolíneas)            |                                                   |                                                 |              |
| Calgary                                                     | Aeropuerto Internacional de Calgary               | WestJet (Estacional)                            |              |
| Montreal                                                    | Aeropuerto Internacional Pierre Elliott Trudeau   | Air Canada (Estacional)                         |              |
| Toronto                                                     | Aeropuerto Internacional Toronto Pearson          | Air Canada (Estacional)                         |              |
| Vancouver                                                   | Aeropuerto Internacional de Vancouver             | Air Canada (Estacional) / WestJet (Estacional)  |              |
| Estados Unidos (7 destinos [3 estacionales], 7 aerolíneas)  |                                                   |                                                 |              |
| Chicago                                                     | Aeropuerto Internacional O'Hare                   | United Airlines (Estacional)                    |              |
| Dallas                                                      | Aeropuerto Internacional de Dallas-Fort Worth     | American Eagle                                  |              |
| Houston                                                     | Aeropuerto Intercontinental George Bush           | United Express                                  |              |
| Los Ángeles                                                 | Aeropuerto Internacional de Los Ángeles           | Alaska Airlines                                 |              |
| Mineápolis                                                  | Aeropuerto Internacional de Mineápolis-Saint Paul | Sun Country Airlines (Estacional)               |              |
| Phoenix                                                     | Aeropuerto Internacional de Phoenix-Sky Harbor    | American Airlines (Estacional) / American Eagle |              |
| San Francisco                                               | Aeropuerto Internacional de San Francisco         | Alaska Airlines (Estacional)                    |              |
| Total: 11 destinos (7 estacionales), 2 países, 8 aerolíneas |                                                   |                                                 |              |

## Estadísticas de tráfico

### Tráfico anual
| Año  | Pasajeros Totales | cambio en % |
| 2000 | 690,902           | Sin cambios |
| 2001 | 642,735           | 7.5%        |
| 2002 | 572,746           | 12.2%       |
| 2003 | 554,516           | 3.3%        |
| 2004 | 599,720           | 7.5%        |
| 2005 | 608,897           | 1.5%        |
| 2006 | 681,581           | 10.6%       |
| 2007 | 674,612           | 1.0%        |
| 2008 | 644,029           | 4.7%        |
| 2009 | 545,051           | 18.2%       |
| 2010 | 496,523           | 9.8%        |
| 2011 | 480,613           | 3.3%        |
| 2012 | 457,906           | 4.7%        |
| 2013 | 459,799           | 0.4%        |
| 2014 | 508,065           | 10.5%       |
| 2015 | 562,099           | 10.6%       |
| 2016 | 557,389           | 0.6%        |
| 2017 | 597,902           | 7.3%        |
| 2018 | 566,497           | 4.2%        |
| 2019 | 625,186           | 10.3%       |
| 2020 | 317,395           | 49.2%       |
| 2021 | 434,176           | 36.8%       |
| 2022 | 593,354           | 36.7%       |
| 2023 | 654,392           | 10.3%       |
| 2024 | 674,497           | 3.07%       |
| ---- | ----------------- | ----------- |

### Rutas más transitadas
| Número | Ciudad                   | Pasajeros | Ranking     | Aerolínea                                        |
| ------ | ------------------------ | --------- | ----------- | ------------------------------------------------ |
| 1      | Ciudad de México         | 135,884   | Sin cambios | Aeroméxico Connect, Viva, Volaris, Magnicharters |
| 2      | Tijuana, Baja California | 35,772    | Sin cambios | Volaris                                          |
| 3      | Los Ángeles, California  | 33,859    | Sin cambios | Alaska Airlines, United Express                  |
| 4      | Valle de México          | 31,873    | Sin cambios | Mexicana, Viva                                   |
| 5      | Querétaro, Querétaro     | 15,688    | 3           | Volaris                                          |
| 6      | Calgary, Alberta         | 13,066    | 2           | WestJet                                          |
| 7      | Dallas, Texas            | 11,028    | 3           | American Airlines, American Eagle                |
| 8      | Houston, Texas           | 9,761     | 3           | United Express                                   |
| 9      | Phoenix, Arizona         | 7,820     | 2           | American Eagle                                   |
| 10     | Mineápolis, Minnesota    | 4,591     | 1           | Sun Country Airlines                             |

## Accidentes e incidentes
- El 15 de mayo de 2001 una aeronave Cessna 182 Skylane con matrícula XB-TAA que partió del Aeródromo de San Miguel de Allende con destino al Aeropuerto de Zihuatanejo impactó en una zona montañosa cerca de Zumatlán en el municipio de José Azueta, Guerrero, matando a sus dos ocupantes que eran ciudadanos norteamericanos.[9]

- El 12 de agosto de 2007 una aeronave Cessna 206 con matrícula XA-ASQ operada por Trans Mens Foráneos, S.A de C.V. se estrelló en terreno cerca de Petatlán por causas desconocidas mientras realizaba un vuelo bajo reglas visuales del Aeropuerto de Zihuatanejo hacia el Aeropuerto de Atizapán, matando a sus tres ocupantes.[10]

- El 14 de abril de 2010, una aeronave Cessna T303 Crusader con matrícula XA-RVC, con destino a Chilpancingo se despistó al intentar aterrizar de emergencia en Chilpancingo, chocando con un muro de protección del aeropuerto, dicho percance se atribuyó a un viento de cola. En la aeronave viajaban los entonces alcaldes de Zihuatanejo y Petatlán Alejandro Bravo Abarca y Alvino Lacunza Santos, los cuales acudían a una reunión política del PRI. Los 2 pilotos y los alcaldes resultaron ilesos.[11][12]

- El 25 de noviembre de 2010 una aeronave Cessna T210F Turbo Centurion con matrícula N6139R propiedad de Phoenix Air Group se estrelló en el municipio de Talpa de Allende mientras cubría una rute entre el Aeropuerto de Mazatlán y el Aeropuerto de Zihuatanejo matando a sus dos ocupantes.[13]

- El 16 de noviembre de 2015 se despistó la aeronave Learjet 60 con matrícula XA-UQP procedente de Toluca, el incidente se debió a que la pista se encontraba mojada después de una lluvia, lo que provocó que la aeronave derrapara, se despistara y se provocara daño. El espacio aéreo estuvo cerrado por 3 horas debido al accidente, lo cual provocó la demora de 3 vuelos comerciales procedentes de Ciudad de México.[14]

- El 1 de septiembre de 2017 una aeronave Cessna 152 con matrícula XB-MZN perteneciente a Escuela de Aviación México que cubría un vuelo de entrenamiento entre el Aeropuerto de Zihuatanejo y el Aeropuerto Internacional de Acapulco se estrelló en el municipio de Coyuca de Benítez matando al instructor y al alumno.[15][16]

- El 27 de abril de 2018 una aeronave Rockwell 690C Turbo Commander Jetprop 840 con matrícula XC-LIM perteneciente al Gobierno del Estado de Guerrero y procedente del Aeropuerto de Chilpancingo tuvo un colapso en el tren de aterrizaje de nariz y el tren de aterrizaje izquierdo lo que provocó que derrapara por la pista mientras aterrizaba en el Aeropuerto de Zihuatanejo. Ninguno de los dos tripulantes resultó herido, sin embargo provocó que al menos tres vuelos sufrieran afectaciones en sus intinerarios.  La aeronave tenía el propósito de ser utilizada para trasladar al secretario de turismo estatal hacia el Aeropuerto Internacional de Acapulco.[17][18]

- El 10 de marzo de 2023 una aeronave Beechcraft 55 Baron con matrícula XB-NXB que operaba un vuelo privado entre el Aeródromo de Ciudad Altamirano y el Aeropuerto de Zihuatanejo sufrió una excursión de pista mientras se encontraba en carrera de despegue, deteniéndose en un campo aledaño al aeropuerto, dejando menores en la aeronave y heridas leves en sus 4 ocupantes.[19][20]

## Aeropuertos cercanos
Los aeropuertos más cercanos son:

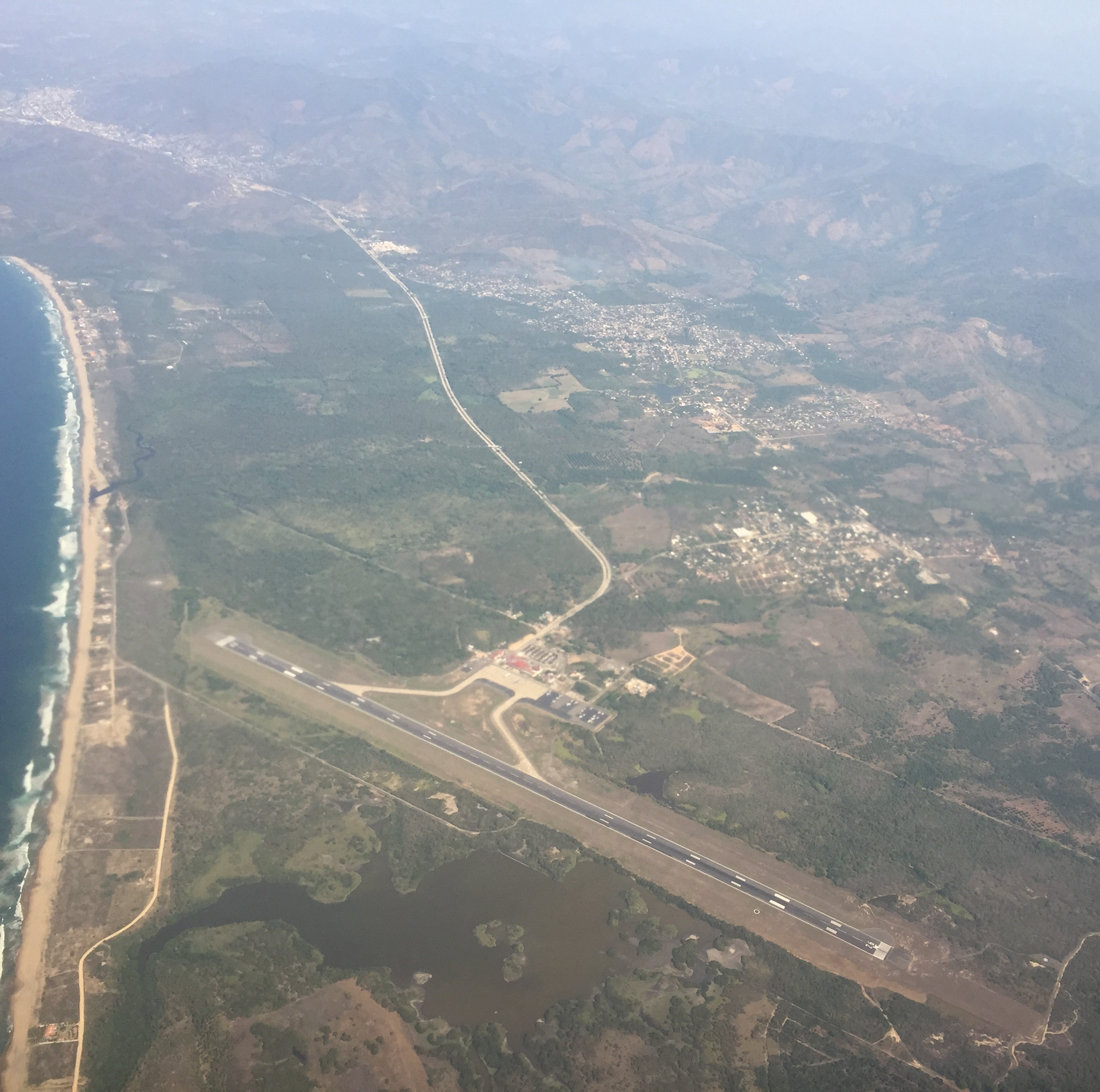
Vista aérea del Aeropuerto.

- Aeropuerto Nacional de Lázaro Cárdenas (80km)
- Aeropuerto Internacional de Uruapan (203km)
- Aeropuerto Internacional de Acapulco (214km)
- Aeropuerto Internacional General Francisco J. Múgica (250km)
- Aeropuerto Nacional Licenciado Miguel de la Madrid (280km)